# Herbert Naumann (Künstler)
 Herbert Naumann  (* 3. August 1918 in Dresden; † 2003 ebenda); war ein deutscher Kunsthandwerker, Bildhauer, Keramiker und Kunstmaler und wohnte in Dresden.

## Leben
In den Jahren von 1948 bis 1953 studierte er an der HfbK in Dresden bei Rudolf Kaiser. 1948: war er in Dresden auf der Ausstellung „Die Jungen. Malerei, Grafik, Plastik“ vertreten. Ab 1954 arbeitete er als Assistent an der Einrichtung im Fach Keramik bei  Kaiser. In der Zeit der Umstrukturierung an der HfbK um 1954 wurde ein  schulisches Prinzip der sozialistischen Künstlerausbildung gefunden. Im Jahr 1955 kam zu seinen Aufgaben die Kunsterziehung, künstlerische Praxis und Kunstgeschichte und Ästhetik hinzu. Von 1957 bis 1967 arbeitete er als Dozent für Keramik an der HfbK Dresden bei Abteilungsleiter  Walter Arnold. Ab 1967 bis 1983 war er Professor für keramische Plastik und ab dem Jahr 1979 leitete er in der Zeit der Klassenbildung die gesamte Ausbildung vom zweiten bis vierten Studienjahr. Dabei vermittelte er handwerkliche und technische Fertigkeiten sowie ästhetische Gesetzmäßigkeiten und den Umgang mit den spezifischen Materialien an seine Studenten. Zu den rein bildenden Künsten gesellte sich die Fachrichtung Baukeramik dazu. Neben den bekannten Materialien wie Holz, Glas, Stoff, Metall, Textilien und Edelmetallen probierte er sein künstlerisches Schaffen auch auf dem Gebiet der Keramik. Mit handwerklichem Können an der Töpferscheibe stellte er keramische Reliefs, Halbreliefs und Vollplastiken her. Mit dem Material, einem rötlichen Ton, belegte er seine Modelle nach dem ersten Brand mit deckenden Glasuren, mit Farbglasuren oder aufgelösten Metalloxyden, wie Kupfer, Kobalt, Eisen und Magnesium. Zudem kamen Schmelzfarben zum Einsatz. Bei all seinen formgestalterischen frei geformten Schöpfungen betrachtete er der Menschen im Mittelpunkt.
Naumann war bis 1990 Mitglied des Verbands Bildender Künstler der DDR und u. a. 1958/1959, 1962/1963 und 1967/1968 auf der Vierten bis VI. Deutschen Kunstausstellung bzw. Kunstausstellung der DDR in Dresden vertreten.

## Werke im öffentlichen Raum
- 1956: Freilandbrunnen, Brunnenfigur Till Eulenspiegel, Kindergarten in Eisenhüttenstadt
- 1957: Stehender Hahn, Blumengeschäft  am Altmarkt in Dresden
- 1960: Tiereliefserie, Kindergarten in Golzow
- 1960: Raumschmuck, Mädchen mit Hut, Ringcafe in Dresden
- 1962: Kachelofen, LPG (Landwirtschaftliche Produktionsgenossenschaft in der DDR) MTS (Maschinen und Traktoren Station in der DDR) in Mücka
- 1962: Bunte Reliefs, LPG MTS in Rothenburg
- 1966: Musikanten, Kaffeetrinker, Tänzerinnen, Liebespaar, Stillleben mit Kaffeebaum,  Fayencen als Auftrag des Rates der Stadt Karl-Marx-Stadt (heute Chemnitz) für Gaststätte im Informationszentrum.
- 1966: Frühling, Sommer, Herbst, Winter, Fayencen für Georgenkapelle in Luckau[3]

## Werkbeispiele
- 1958: Tänzerin mit Tamburin, Fayence, Dresden, Staatliche Kunstsammlungen Dresden (SKD), Kunstgewerbemuseum,
- 1959: Mädchen mit rosa Hut, Terrakotta, engobiert, Dresden, Staatliche Kunstsammlungen Dresden (SKD), Kunstgewerbemuseum,
- 1968: Drei Figuren, Dresden, Staatliche Kunstsammlungen Dresden (SKD), Kunstgewerbemuseum, Signatur/Inventar-Nr.: 41461
- 1962: Nashorn, Fayence, Dresden, Staatliche Kunstsammlungen Dresden (SKD), Kunstgewerbemuseum,
- 1963: Kunstreiter, Fayence, Dresden, Staatliche Kunstsammlungen Dresden (SKD), Kunstgewerbemuseum,
- 1963: Zwei Mädchen, Fayence, Dresden, Staatliche Kunstsammlungen Dresden (SKD), Kunstgewerbemuseum,
- 1963: Tänzerinnen, Engobe, Dresden, Staatliche Kunstsammlungen Dresden (SKD), Kunstgewerbemuseum,
- 1964: Im Garten, Fayence, Dresden, Staatliche Kunstsammlungen Dresden (SKD), Kunstgewerbemuseum,
- 1964: Familie, Fayence, Dresden, Staatliche Kunstsammlungen Dresden (SKD), Kunstgewerbemuseum,
- 1964: Mädchen mit Baum, Terrakotta, engobiert, Dresden, Staatliche Kunstsammlungen Dresden (SKD), Kunstgewerbemuseum,
- 1970: Liebespaar im Weingarten, Dresden, Staatliche Kunstsammlungen Dresden (SKD), Kunstgewerbemuseum, Signatur/Inventar-Nr.: 41457
- 1975: Relief,  Dresden, Staatliche Kunstsammlungen Dresden (SKD), Kunstgewerbemuseum, Signatur/Inventar-Nr.: 41459
- 1976: Weißes Relief, Dresden, Staatliche Kunstsammlungen Dresden (SKD), Kunstgewerbemuseum,
- 1977: Weißes Relief 2, Dresden, Staatliche Kunstsammlungen Dresden (SKD), Kunstgewerbemuseum,
- 1977: Kleine Architektur in Mondlandschaft, roter Ton, Dresden, Staatliche Kunstsammlungen Dresden (SKD), Kunstgewerbemuseum,
- 1982: Erwarteter Besuch, Dresden, Staatliche Kunstsammlungen Dresden (SKD), Kunstgewerbemuseum,
- 1982: Kabinett mit Orpheus und Tiere des Waldes, Dresden, Staatliche Kunstsammlungen Dresden (SKD), Kunstgewerbemuseum,
- 1987: Bühne mit grotesker Tanzszene, Dresden, Staatliche Kunstsammlungen Dresden (SKD), Kunstgewerbemuseum,[3]

### Im öffentlichen Raum
- 1956: Freilandbrunnen, Brunnenfigur Till Eulenspiegel, Kindergarten in Eisenhüttenstadt
- 1957: Stehender Hahn, Blumengeschäft  am Altmarkt in Dresden
- 1960: Tiereliefserie, Kindergarten in Golzow
- 1960: Raumschmuck, Mädchen mit Hut, Ringcafe in Dresden
- 1962: Kachelofen, LPG (Landwirtschaftliche Produktionsgenossenschaft in der DDR) MTS (Maschinen und Traktoren Station in der DDR) in Mücka
- 1962: Bunte Reliefs, LPG MTS in Rothenburg
- 1966: Musikanten, Kaffeetrinker, Tänzerinnen, Liebespaar, Stillleben mit Kaffeebaum,  Fayencen als Auftrag des Rates der Stadt Karl-Marx-Stadt (heute Chemnitz) für Gaststätte im Informationszentrum.
- 1966: Frühling, Sommer, Herbst, Winter, Fayencen für Georgenkapelle in Lukau[3]